# Sandy (Royaume-Uni)
Pour les articles homonymes, voir Sandy.
Sandy est une petite ville et une paroisse civile du Bedfordshire, en Angleterre. Elle est située entre Cambridge et Bedford, sur la route A1 qui va de Londres à Édimbourg.
Traversée par l'Ivel, la ville est surtout connue pour abriter le siège de la Royal Society for the Protection of Birds.

## Hameaux
- Beeston